# Medaliści igrzysk olimpijskich w hokeju na trawie
Hokej na trawie zadebiutował na igrzyskach olimpijskich w 1908 roku w Londynie. Pierwszymi triumfatorami zostali Anglicy, którzy w finale pokonali Irlandczyków 8:1. Poniższa lista prezentuje zestawienie medalistów i medalistek igrzysk olimpijskich w hokeju na trawie.

## Medaliści igrzysk olimpijskich w hokeju na trawie

### Mężczyźni
| Rok i miejsce       | Złoto           | Srebro           | Brąz            |
| ------------------- | --------------- | ---------------- | --------------- |
| 1908 Londyn         | Anglia          | Irlandia         | Szkocja Walia   |
| 1920 Antwerpia      | Wielka Brytania | Dania            | Belgia          |
| 1928 Amsterdam      | Indie           | Holandia         | Niemcy          |
| 1932 Los Angeles    | Indie           | Japonia          | USA             |
| 1936 Berlin         | Indie           | Niemcy           | Holandia        |
| 1948 Londyn         | Indie           | Wielka Brytania  | Holandia        |
| 1952 Helsinki       | Indie           | Holandia         | Wielka Brytania |
| 1956 Melbourne      | Indie           | Pakistan         | Niemcy          |
| 1960 Rzym           | Pakistan        | Indie            | Hiszpania       |
| 1964 Tokio          | Indie           | Pakistan         | Australia       |
| 1968 Meksyk         | Pakistan        | Australia        | Indie           |
| 1972 Monachium      | RFN             | Pakistan         | Indie           |
| 1976 Montreal       | Nowa Zelandia   | Australia        | Pakistan        |
| 1980 Moskwa         | Indie           | Hiszpania        | ZSRR            |
| 1984 Los Angeles    | Pakistan        | RFN              | Wielka Brytania |
| 1988 Seul           | Wielka Brytania | RFN              | Holandia        |
| 1992 Barcelona      | Niemcy          | Australia        | Pakistan        |
| 1996 Atlanta        | Holandia        | Hiszpania        | Australia       |
| 2000 Sydney         | Holandia        | Korea Południowa | Australia       |
| 2004 Ateny          | Australia       | Holandia         | Niemcy          |
| 2008 Pekin          | Niemcy          | Hiszpania        | Australia       |
| 2012 Londyn         | Niemcy          | Holandia         | Australia       |
| 2016 Rio de Janeiro | Argentyna       | Belgia           | Niemcy          |
| 2020 Tokio          | Belgia          | Australia        | Indie           |
| 2024 Paryż          | Holandia        | Niemcy           | Indie           |

### Kobiety
| Rok i miejsce       | Złoto           | Srebro           | Brąz            |
| ------------------- | --------------- | ---------------- | --------------- |
| 1980 Moskwa         | Zimbabwe        | Czechosłowacja   | ZSRR            |
| 1984 Los Angeles    | Holandia        | RFN              | USA             |
| 1988 Seul           | Australia       | Korea Południowa | Holandia        |
| 1992 Barcelona      | Hiszpania       | Niemcy           | Wielka Brytania |
| 1996 Atlanta        | Australia       | Korea Południowa | Holandia        |
| 2000 Sydney         | Australia       | Argentyna        | Holandia        |
| 2004 Ateny          | Niemcy          | Holandia         | Argentyna       |
| 2008 Pekin          | Holandia        | Chiny            | Argentyna       |
| 2012 Londyn         | Holandia        | Argentyna        | Wielka Brytania |
| 2016 Rio de Janeiro | Wielka Brytania | Holandia         | Niemcy          |
| 2020 Tokio          | Holandia        | Argentyna        | Wielka Brytania |
| 2024 Francja        | Holandia        | Chiny            | Argentyna       |